# CD Estudiantes Tecos
A Club Deportivo Estudiantes Tecos de la Universidad Autónoma de Guadalajara, röviden Estudiantes Tecos vagy Tecos de la UAG a mexikói Guadalajara egyeteméhez köthető labdarúgócsapat, mely jelenleg a harmadosztályú mexikói bajnokságban szerepel. Története során évtizedekig első osztályú csapat volt, ezalatt egy bajnoki címet szerzett: az 1993–1994-es szezonban.
A nevében szereplő Tecos szó a „baglyok” jelentésű tecolotes szóból származik, mely a mexikói spanyol nyelvjárás egyik jellegzetes szava, a navatl nyelvű tecolotl formából alakult ki.

## Története
A Tecos már akkor megalakult, amikor 1935-ben létrejött az egyetem, de csak 1971-ben vált professzionális labdarúgóklubbá (főképpen egy Antonio Leaño Reyes nevű diáknak köszönhetően), így ezt az évet tekintik a csapat alapítási évének. Mivel a csapatban főként diákok játszottak, sok nehézséget okozott az edzés és az utazás, kiváltképpen a vakáció és a vizsgák idején, így az első évadban nem volt meglepő a gyenge szereplés.
Az 1972–1973-as idényre azonban kissé átszervezték a klubot, így feljavult a játék is, ennek köszönhetően pedig év végén a másodosztályba való feljutásért játszhattak. A hatos döntő utolsó meccsén a La Piedad 4–0-s legyőzésével sikerült is a feljutás. 1975-ben pedig a másodosztályból is továbbléptek: az Irapuato ellen vívták a párharcot a feljutásért, melyet Salvador Barba góljával meg is nyertek a fővárosi Estadio Aztecában. Az első osztályban egy Puebla elleni meccsel nyitottak szeptember 3-án, első győzelmüket október 29-én aratták a Querétaro ellen. Ebben az idényben máris bejutottak a liguillába, azaz a rájátszásba, de ott a negyeddöntőkben kiestek.
1980-ban az alapszakaszt megnyerték ugyan, ráadásul egy 20 meccses veretlenségi sorozatot is produkálak, de a bajnoki címet nem sikerült megszerezniük. 1986-ban José Luis Salazar személyében a klub történetének első gólkirályát ünnepelhették.
Legsikeresebb szezonjuk az 1993–1994-es volt: a legtöbb rúgott és legkevesebb kapott góllal az alapszakasz élén végeztek, Alan Cruz kapus pedig még egy 737 perces góltalansági sorozatot is magáénak tudhatott, ezek után esélyesként kezdték meg a szereplésüket a rájátszásban. A papírforma nem borult fel: a döntőben a Santos Laguna csapatát legyőzve megszerezték első bajnoki címüket.
A következő évek változó eredményekkel zárultak. Hol a kiesés ellen küzdött a csapat, hol a bajnoki címért, de komolyabb eredményt csak a 2005-ös Clausura bajnokságban tudtak elérni, amikor az América mögött az ezüstérmet tudták megszerezni. 2012-ben pedig történetük során először búcsúzni kényszerültek az első osztálytól, majd két évig még a másodosztályban szerepeltek.
2014 májusában a csapat ideiglenesen megszűnt, és létrejött helyette a zacatecasi Mineros de Zacatecas nevű klub. Július végén jelentették be, hogy a Tecos mégsem szűnik meg, de szereplését csak a Segunda divisiónnak nevezett harmadosztályú bajnokságban folytatja. Végül ebből sem lett semmi, de 2015-től a negyedosztályban már tényleg újra megjelent a Tecos.

## Bajnoki eredményei
A csapat első osztályú szereplése során az alábbi eredményeket érte el:
| Év                | Alapszakasz-helyezés | Eredmény a rájátszásban |
| ----------------- | -------------------- | ----------------------- |
| 1975–1976         | 13. hely             | Negyeddöntős            |
| 1976–1977         | 13. hely             |                         |
| 1977–1978         | 4. hely              | Negyeddöntős            |
| 1978–1979         | 8. hely              |                         |
| 1979–1980         | 11. hely             |                         |
| 1980–1981         | 1. hely              | Negyeddöntős            |
| 1981–1982         | 14. hely             |                         |
| 1982–1983         | 6. hely              | Negyeddöntős            |
| 1983–1984         | 5. hely              | Negyeddöntős            |
| 1984–1985         | 11. hely             |                         |
| Prode 1985        | 11. hely             |                         |
| México 1986       | 9. hely              |                         |
| 1986–1987         | 10. hely             | Negyeddöntős            |
| 1987–1988         | 4. hely              | Negyeddöntős            |
| 1988–1989         | 11. hely             | Negyeddöntős            |
| 1989–1990         | 16. hely             |                         |
| 1990–1991         | 16. hely             |                         |
| 1991–1992         | 18. hely             |                         |
| 1992–1993         | 4. hely              | Negyeddöntős            |
| 1993–1994         | 1. hely              | Bajnok                  |
| 1994–1995         | 5. hely              | Negyeddöntős            |
| 1995–1996         | 13. hely             |                         |
| 1996 tél          | 14. hely             |                         |
| 1997 nyár         | 12. hely             |                         |
| 1997 tél          | 17. hely             |                         |
| 1998 nyár         | 5. hely              | Negyeddöntős            |
| 1998 tél          | 5. hely              | Negyeddöntős            |
| 1999 nyár         | 13. hely             |                         |
| 1999 tél          | 8. hely              | Negyeddöntős            |
| 2000 nyár         | 15. hely             |                         |
| 2000 tél          | 10. hely             |                         |
| 2001 nyár         | 7. hely              | Negyeddöntős            |
| 2001 tél          | 15. hely             |                         |
| 2002 nyár         | 17. hely             |                         |
| 2002 Apertura     | 5. hely              | Negyeddöntős            |
| 2003 Clausura     | 20. hely             |                         |
| 2003 Apertura     | 6. hely              |                         |
| 2004 Clausura     | 18. hely             |                         |
| 2004 Apertura     | 18. hely             |                         |
| 2005 Clausura     | 4. hely              | Elődöntős               |
| 2005 Apertura     | 7. hely              | Negyeddöntős            |
| 2006 Clausura     | 11. hely             |                         |
| 2006 Apertura     | 17. hely             |                         |
| 2007 Clausura     | 5. hely              | Negyeddöntős            |
| 2007 Apertura     | 15. hely             |                         |
| 2008 Clausura     | 17. hely             |                         |
| 2008 Apertura     | 7. hely              | Negyeddöntős            |
| 2009 Clausura     | 6. hely              | Negyeddöntős            |
| 2009 Apertura     | 12. hely             |                         |
| 2010 Bicentenario | 14. hely             |                         |
| 2010 Apertura     | 17. hely             |                         |
| 2011 Clausura     | 15. hely             |                         |
| 2011 Apertura     | 16. hely             |                         |
| 2012 Clausura     | 18. hely             |                         |

## Stadion
Az Estadio Tres de Marzo, azaz a Március 3. Stadion onnan kapta elnevezését, hogy 1935-ben ezen a napon alakult meg a Guadalajarai Autonóm Egyetem. Maga a stadion 1971-ben épült, eredetileg 3000 néző befogadására alkalmas mérettel és világítás nélkül, de a Tecos sikereinek köszönhetően gyorsan fejlesztették és bővítették: az 1986-os labdarúgó-világbajnokságra már csaknem 30 000 fős nézőteret kapott (a D csoport mérkőzéseinek egy részét rendezték benne). 2009-ben az épület teljes felújításon és átépítésen esett át.